# MacDowell Colony
The MacDowell Colony est une colonie d'artistes située près de Peterborough, une petite ville de l'État du New Hampshire au nord-est des États-Unis. Fondée en 1907 par la pianiste Marian MacDowell, elle offre pour une durée limitée, à une sélection d'artistes de tous horizons, des conditions de séjour et de travail propices au recueillement et à la création artistique.
Projet expérimental unique à ses débuts, la MacDowell Colony a accueilli plus de 6 000 artistes, écrivains, poètes, compositeurs, cinéastes, peintres, architectes, danseurs, dramaturges, parmi lesquels Leonard Bernstein, Thornton Wilder, Henry F. Gilbert, Aaron Copland, Milton Avery, James Baldwin, Spalding Gray, et plus récemment Alice Walker, Alice Sebold, Jonathan Franzen, Michael Chabon, Suzan-Lori Parks, Meredith Monk, Pierre Fréha. Depuis sa création, 61 prix Pulitzer ont été attribués aux artistes de la colonie MacDowell, ainsi qu'une dizaine de prix MacArthur, et de nombreux prix de Rome américains, Guggenheim Fellowship, National Book Awards, Oscars du cinéma, et prix de Sundance.

## Histoire

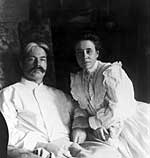
Marian et Edward MacDowell en 1905.

Le pianiste et compositeur américain Edward MacDowell (1860-1908), l'un des sept membres fondateurs de l'American Academy of Arts and Letters de New York, épouse en 1884 la pianiste Marian Griswold Nevins (en). Pour soutenir l'effort créatif de son mari, et convaincue que le silence et la beauté des paysages favorisent son travail, elle acquiert en 1896 Hillcrest Farm, une petite maison forestière près du village de Petersborough (New Hampshire), comme résidence d'été. Au cours de leurs séjours successifs, ils reçoivent de nombreux amis artistes de toutes les disciplines, et réalisent combien ces rencontres peuvent être riches et stimuler leur créativité. Dès lors, le projet amoureux de Marian MacDowell est de concevoir un lieu qui permettrait de rassembler des artistes.
En 1904, Edward MacDowell est victime d'un accident de la circulation qui affecte irrémédiablement ses capacités mentales, et il meurt prématurément en 1908 à l'âge de 48 ans.
En 1907, Marian MacDowell décide de mettre en œuvre son projet de colonie d'artistes, et se lance dans la création d'une résidence qui permettrait d'accueillir des artistes lors de périodes limitées qu'ils consacreraient à un travail de création. Elle transfère la propriété de Hillcrest à l'Association Edward MacDowell qu'elle vient de fonder avec l'aide de Anna Baetz, une infirmière qui s'occupe au quotidien de son mari. Au cours de l'été 1907 elle invite les premiers artistes dans un studio construit dans la forêt : la sculptrice Helen Farnsworth Mears et sa sœur l'écrivain Mary Mears. Celle-ci rédige un article sur la colonie dans le numéro de juillet 1909 de la revue d'architecture The Craftsman, où elle met en valeur le travail de Marian MacDowell qui permet de répondre aux besoins à la fois de solitude et d'interaction des artistes.
Pour réunir des fonds pour la colonie, Marian organise des conférences auprès de clubs féminins et de groupes influents, et obtient le soutien du Président Grover Cleveland, du philanthrope et industriel Andrew Carnegie, du banquier John Pierpont Morgan, parmi d'autres personnages américains influents. Âgée de 50 ans, elle décide de relancer sa carrière de pianiste, et interprète les œuvres de son mari pendant près de vingt-cinq ans avec plus de 400 concerts à travers l'Amérique du nord. Elle joue notamment pour des clubs féminins (certains deviennent des « MacDowell Clubs » dont l'action est le soutien financier de la colonie), et pour des organismes comme la National Federation of Music Clubs ou des sororités de musiciennes professionnelles (Sigma Alpha Iota, Delta Omicron, Gamma Phi Beta, et Chi Omega).
Au cours de ces années, de nouveaux studios d'artistes sont construits dans la propriété. Au début des années 1920, la sélection des artistes invités est confiée à un comité d'évaluation.
En 1962, la colonie est classée National Historic Landmark, reconnaissance d'un intérêt historique de portée nationale. 
En 1997, elle reçoit la National Medal of Arts, la plus haute récompense remise à un artiste par le gouvernement au nom du peuple des États-Unis, pour « avoir encouragé et inspiré la plupart des artistes majeurs du 20e siècle » et « leur avoir donné l'opportunité de travailler dans la communauté dynamique de leurs pairs, où l'excellence créative est la norme ».
En 2007, la colonie a fêté son centenaire.

## Charte de 1907
Charte de 1907 de la MacDowell Colony, troisième paragraphe :
« To promote the arts of music, literature and the drama, architecture, painting and sculpture, and the other fine arts; to encourage study, research and production of all branches of art; to develop a sympathetic understanding of their correlation and appreciation of their value; and to broaden their influence: and thus carry forward the life purpose of Edward MacDowell »
« Promouvoir les arts de la musique, de la littérature et du théâtre, de l'architecture, de la peinture, de la sculpture et autres beaux-arts ; encourager l'étude, la recherche et la production dans toutes les disciplines artistiques, développer la compréhension de leurs corrélations et de leurs valeurs, élargir leurs influences. Et ainsi porter haut les valeurs d'Edward MacDowell »

## Travaux célèbres
D'importantes œuvres ont vu le jour à la MacDowell Colony :
- DuBose Heyward y écrit son roman Porgy en 1924, qui donna l'opéra Porgy and Bess mis en musique par George Gershwin.
- Thornton Wilder écrit sa pièce Our Town, prix Pulitzer en 1938.
- Aaron Copland y compose les ballets Billy The Kid en 1938 et Appalachian Spring en 1943, prix Pulitzer 1945.
- Virgil Thomson y écrit l'opéra The Mother of Us All (1947).
- Leonard Bernstein termine Mass, pièce de théâtre chantée sous forme de messe (1971).
- Ruth Crawford Seeger écrit Five Songs, sur des poèmes de Carl Sandburg, pour voix et piano.
- Michael Chabon travaille sur le roman Les Extraordinaires Aventures de Kavalier & Clay (The Amazing Adventures of Kavalier & Clay), prix Pulitzer 2001. En 2011, il est nommé président du conseil d'administration de la colonie.

## La vie dans la colonie

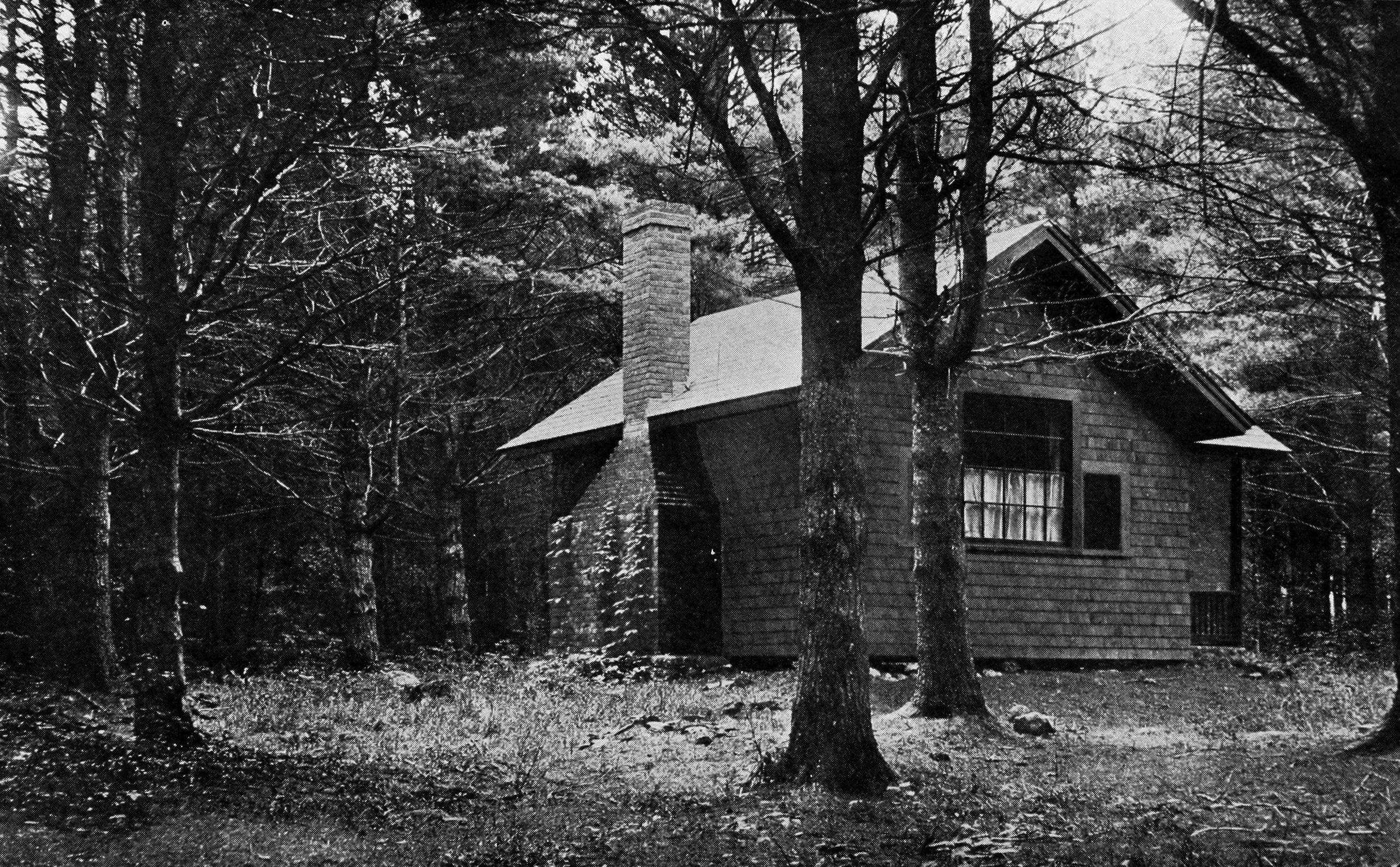
Le Star Studio (1917).

Les séjours durent environ cinq semaines et sont limités à deux mois. La chambre et la pension complète sont gratuits, et les résidents peuvent recevoir une aide financière pour leurs frais de déplacement. Chaque artiste est logé dans l'un des 32 studios de la colonie, dont il dispose 24 heures sur 24. 
Chaque studio est un bâtiment indépendant, à distance des autres pour des raisons de tranquillité, et équipé d'un confort simple et de chauffage au feu de bois. Sauf dans le bâtiment principal, il n'y a pas de télévision, de téléphone, ni de connexion internet. Certains studios sont équipés d'un piano Steinway, ils sont réservés aux compositeurs. D'autres sont dotés de grandes tables (architectes), de salles de danse, d'ateliers (peintres, sculpteurs). La colonie est équipée d'un studio photographique, d'un atelier d'imprimerie de lithographies. Les draps et serviettes sont fournis, et on peut disposer de machines à laver et sèche-linge.
Le petit-déjeuner est servi en commun, c'est l'un des deux seuls moments de rencontre organisés entre artistes avec le dîner ; le déjeuner est simplement livré à la porte du studio dans un panier-repas, exactement comme Marian avait l'habitude de le faire pour ne pas déranger son mari.
Les artistes n'ont pas le droit de se déranger pendant la journée, et les visites entre résidents ne sont autorisées que sur invitation formelle. Les soirées sont généralement mises à profit par les artistes pour organiser des activités de groupe.

## Admission
Environ 250 artistes américains ou étrangers séjournent à la MacDowell Colony chaque année, dont la moitié pour la première fois.
Les candidats doivent soumettre leurs motivations et des échantillons de leurs travaux à un groupe d'experts, différents dans chaque discipline, et dont la composition change fréquemment. Trois sessions de sélection sont organisées chaque année, mais les artistes ne peuvent faire qu'une demande par an. Seul leur talent est évalué, mais un encouragement à participer vise plus particulièrement les jeunes artistes.

## Visites,Medal Day

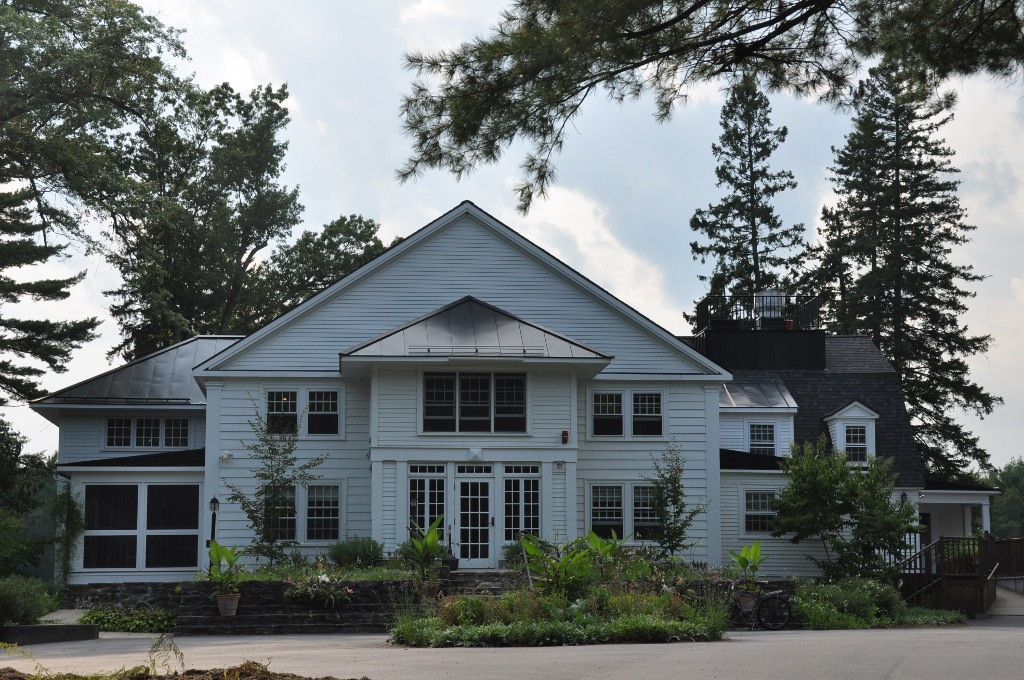
Le bâtiment principal (2012).

Le bâtiment principal et la bibliothèque (qui regroupe la collection des œuvres de MacDowell) sont les seuls lieux accessibles au public sur rendez-vous. 
Tous les ans au mois d'août est organisé le Medal Day, qui permet d'attribuer la médaille de la fondation à un artiste pour sa contribution significative à la culture (il est possible que l'artiste récompensé n'ait pas séjourné à la colonie) : ce jour est le seul de l'année où la colonie est entièrement ouverte au public, et les artistes en résidence font visiter leurs studios.
Parmi les artistes ayant reçu la médaille peuvent être cités le danseur et chorégraphe américain Merce Cunningham, les peintres Georgia O'Keeffe et Ellsworth Kelly, Leonard Bernstein, le réalisateur acteur et compositeur Chuck Jones, la journaliste et romancière Joan Didion, l'écrivain et poète John Updike, le compositeur et musicien de jazz Sonny Rollins (2010).